# 森特鎮區 (克拉克縣)
森特鎮區（英語：Center Township）為位在美國堪薩斯州克拉克縣的鎮區。2010年美国人口普查中該鎮區人口有974人。

## 地理
森特鎮區涵蓋面積529.82平方（204.56平方英里），境內擁有一座城鎮：亞士蘭（縣治）。

### 墓園
根據美國地質調查局的資料，此鎮區僅有1座墓園：
- 聖約瑟夫斯與海蘭墓園（Saint Josephs and Highland Cemetery）

### 溪流
通過此鎮區的溪流有：
| - 大沙溪（Big Sandy Creek） - 布拉德溪（Bullard Creek） - 卡西諾溪（Casino Creek） - 熊溪東面支流（East Branch Bear Creek） - 蓋格溪（Keiger Creek） - 小沙溪（Little Sandy Creek） | - 雷德霍爾溪（Redhole Creek） - 堡壘溪（Redoubt Creek） - 春溪（Spring Creek） - 臭溪（Stink Creek） - 熊溪西面支流（West Branch Bear Creek） |

### 機場
- 哈羅德克瑞爾菲爾德機場（Harold Krier Field Airport）

## 人口統計
根據2010年美國人口普查，森特鎮區人口有974人，人口密度為1.84人/平方公里。種族方面，92.4%為白人；0.1%為非裔美洲人；1.03%為美洲原住民；0.41%為亞洲人；0.1%為太平洋島民；2.46%為其他種族；另外有3.49%為兩個或以上的種族。而西班牙裔美國人或拉丁美洲人佔該鎮區人口的8.32%。

## 外部連結
- USGS Geographic Names Information System (GNIS)（页面存档备份，存于）
- US-Counties.com
- City-Data.com （页面存档备份，存于）